# Hydrovatus satanas
Hydrovatus satanas är en skalbaggsart som beskrevs av Guignot 1958. Hydrovatus satanas ingår i släktet Hydrovatus och familjen dykare. Inga underarter finns listade i Catalogue of Life.